# なつメロ・ヒット・フェスティバル
『なつメロ・ヒット・フェスティバル』は、1970年6月6日から同年8月29日までフジテレビ系列局で放送されていたフジテレビ製作の歌謡番組である。放送時間は毎週土曜 20:00 - 20:56 （日本標準時）。

## 概要
その名の通り、出場歌手たちが1970年当時から懐メロと呼ばれていた日本のスタンダードナンバーを歌っていた番組。前番組『コント55号のやるぞみてくれ!』打ち切り後のつなぎ番組として放送された。

## 出演者

### 司会
- 田宮二郎
- ビーバー（女性タレント）

### 出場歌手
- 美空ひばり
- 橋幸夫
- ディック・ミネ
- 藤圭子
- 鶴田浩二
- 伊東ゆかり
- 石原裕次郎
- 高峰三枝子
- 舟木一夫
- 松方弘樹
- 平尾昌晃
- いしだあゆみ

- 都はるみ
- 島倉千代子
- フランク永井
- 黛ジュン
- 江利チエミ
- 村田英雄
- 菅原洋一
- 二葉あき子
- 渡辺はま子
- ジュディ・オング
- ヒデとロザンナ
- 三田明

- ちあきなおみ
- 水前寺清子
- 畠山みどり
- 美川憲一
- 千賀かほる
- 淡谷のり子
- 東海林太郎
- 西田佐知子
- 青江三奈
- 弘田三枝子
- ほか

## 参考資料
- 毎日新聞・縮刷版[どれ?]